# 川島隆寛
川島 隆寛(かわしま たかひろ、1989年10月30日-)は、日本の作曲家、ギタリスト。

## 来歴
大阪府枚方市出身。
15歳でギターを始める。
高校卒業後、大阪の音楽スクールでギターを学ぶ。
音楽に専念するため、関西大学を4年次に中退。
2014年10月、FAT CATのアルバム「NEKO MUSIC」の収録曲「Spin」で作曲家デビュ
ー。以降、複数のアーティストへの楽曲提供や、声優、アニメ関連の作品を中心に、自身の演奏によるギターのレコーディング参加も多数。

## 作品

### 楽曲提供
- FAT CAT「Spin」(作詞・作曲)
- A.B.C-Z「All My Everything」(作曲)
- 岩崎宏美「Hello! Hello!」(共作詞・作曲/作詞は上田起士と共作)